# Mamelucos de Delhi

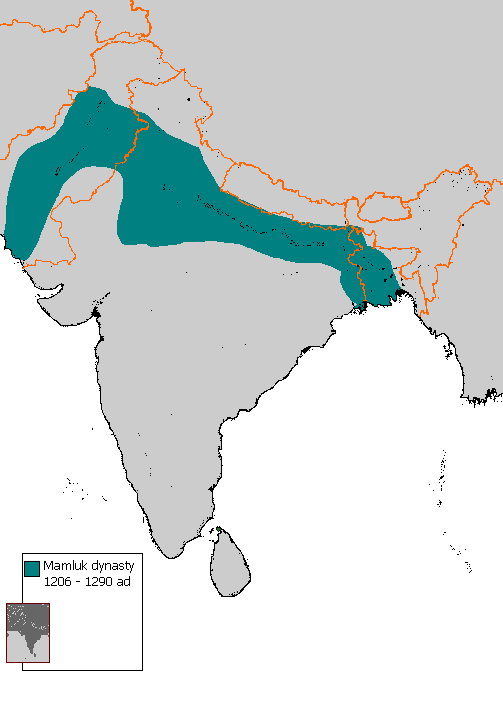
Extensión territorial entre 1206 y 1290

La Dinastía mameluca (también conocida como Dinastía esclava o Dinastía ghulam) (persa: سلطنت مملوک) fue dirigida al norte de la India por Qutb ud-Din Aibak, un general túrquico nacido como esclavo en Asia Central. La dinastía mameluca gobernó de 1206 a 1290; fue la primera de cinco dinastías no emparentadas en gobernar el Sultanato de Delhi hasta 1526. El mandato de Aibak como administrador de la dinastía gúrida duró de 1192 a 1206, período durante el cual dirigió invasiones al corazón del Ganges de la India y estableció el control sobre algunas de las nuevas áreas.
En la práctica fueron tres familias que se sucedieron en el trono durante ese período: la de familia Qutbi de Qutb-ud-din Aibak (1206-1211), la de Iltutmish (1211-1266) y la de Balban (1266-1290). La primera pertenecía a la tribu túrquica aibak y las dos siguientes a la ilbari. Ambas eran de origen cumano, etnia túrquica que aportó los reclutas de los ejércitos mamelucos de la zona hasta la llegada de los mongoles y que se volvió la élite gobernante durante este período; la otra tribu muy influyente fueron los karakitaís.

## Historia
Un mameluco, (مملوك en árabe mamlūk, “poseído”, participio pasivo del verbo ملك malaka, en árabe “poseer”, tener algo en propiedad), era un soldado de origen esclavo que se había convertido al islam. El fenómeno comenzó en el siglo IX en Irán oriental y poco a poco los mamelucos se convirtieron en una poderosa casta militar en varias sociedades musulmanas. Los mamelucos tenían poder político y militar sobre todo en Egipto, pero también en el Levante, Irak y la India.
En 1206, Muhammad de Gur, sultán del Imperio gúrida, fue asesinado. Como no tenía hijos, su imperio se dividió en sultanatos menores dirigidos por sus antiguos generales mamelucos. Taj-ud-Din Yildoz se convirtió en el gobernante de Gazni, Muhammad Bajtiiar Jalyi consiguió Bengala y Nasir-ud-Din Qabacha se convirtió en el sultán de Multán. Qutb-ud-din Aibak se convirtió en el sultán de Delhi, y ese fue el comienzo de la dinastía de los esclavos.
Aibak subió al poder cuando un señor gúrida fue asesinado. Sin embargo, su reinado como sultán de Delhi duró poco, ya que murió en 1210 y su hijo Aram Shah subió al trono, para ser asesinado por Iltutmish, esclavo y yerno de Aibak, en 1211.
El sultanato bajo Iltutmish estableció un contacto diplomático cordial con el califato abasí entre 1228 y 1229 y logró que la India no se viera afectada por las invasiones de Gengis Kan y sus sucesores. Tras la muerte de Iltutmish en 1236, se sucedieron en el poder una serie de gobernantes débiles y varios de los nobles ganaron autonomía sobre las provincias del Sultanato. El poder pasó de Rukn ud din Firuz a Razia Sultana hasta que Ghiyas ud din Balban subió al trono y logró repeler tanto la amenaza externa a la sultanía que suponía el Kanato de Chagatai como las internas, los nobles rebeldes. La dinastía Khilji nació cuando Jalal ud din Firuz Khalji derrocó y asesinó al último de los señores de la dinastía esclava, Muiz ud din Qaiqabad, el nieto de Balban, y se hizo con el trono en Delhi.

## Sultanes

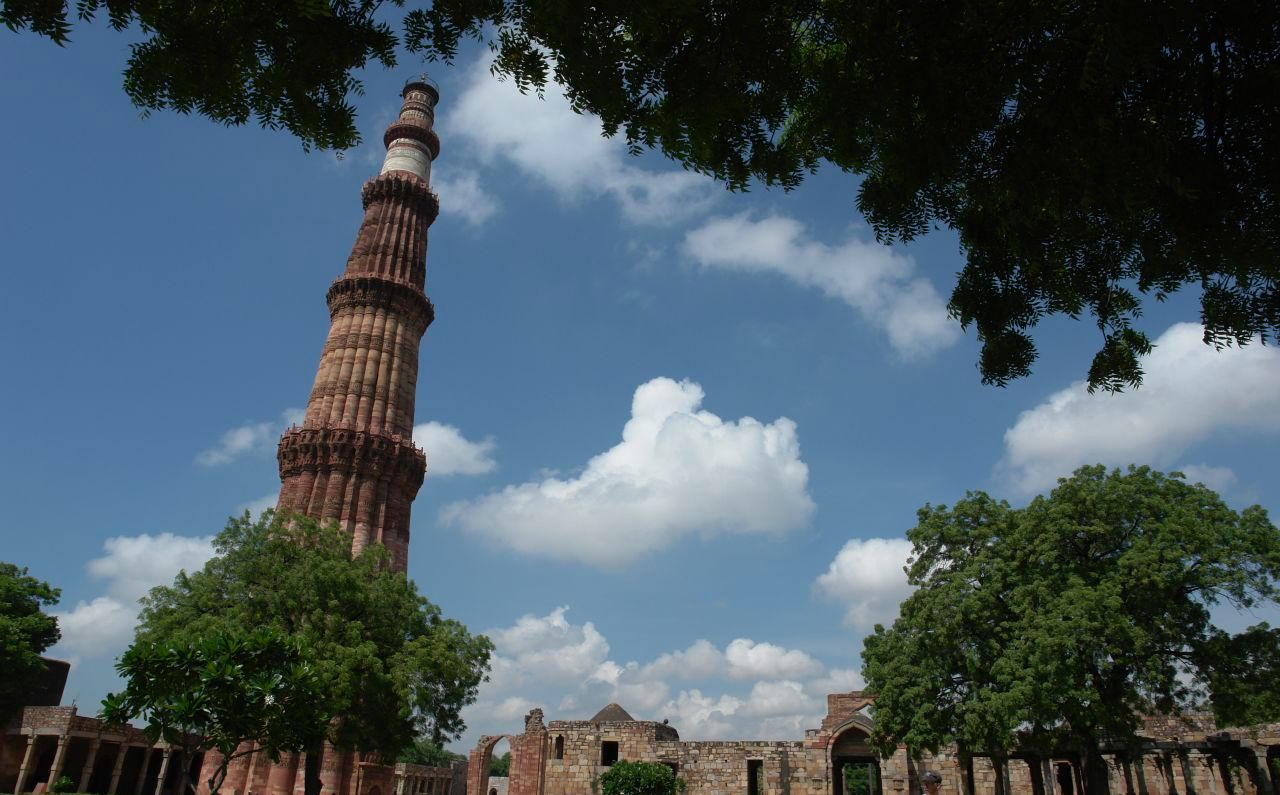
El Qutb Minar, un ejemplo de los trabajos de la dinastía.

Destaca el caso de Razia al-Din (رضیہ الدین ), que tuvo el nombre titular de Jalâlat-ud-dîn Raziyâ Sultana (جلالۃ الدین رضیہ سلطانہ ) y reinó de 1236 a 1240. Como primera gobernante musulmana en la India, al principio logró impresionar a los nobles y manejó bien la administración de la Sultanía. Sin embargo, comenzó a asociarse con el africano Jamal-ud-Din Yaqut, provocando un antagonismo racial entre los nobles y el clero, que eran principalmente turcos de Asia Central y que ya estaban resentidos con el gobierno de una monarca femenina. Fue derrotada por el poderoso noble Malik Altunia con quien aceptó casarse. Su medio hermano Muiz-ud-din Bahram, sin embargo, usurpó el trono con la ayuda de los Chihalgani y derrotó a las fuerzas combinadas de la Sultana y su marido. La pareja huyó y llegó a Kaithal, donde sus fuerzas restantes los abandonaron. Ambos cayeron en manos de los Jats y fueron robados y asesinados el 14 de octubre de 1240.